# Карека
Анто́нио де Оливе́йра Фи́льо (на португалски: Antônio de Oliveira Filho), по-известен с псевдонима си Каре́ка (на португалски: Careca, (португ. произношение: [kaˈɾɛkɐ]) е бивш бразилски футболист, играл на поста централен нападател. Като състезател на бразилския национален отбор участва на четири големи първенства: Мондиал 86, Мондиал 90, Копа Америка 1993 и Копа Америка 1997.

## Състезателна кариера

### Гуарани
Кариерата на Карека започва в края на 1970 г. в школата на Гуарани, а през 1978 г. неговите голове помагат на клуба за изненадваща титла в бразилския шампионат.

### Сао Пауло
През 1982 г. дабрата му игра спомага за трансфер в по-голям клуб и той преминава в Сао Пауло. В самото начало получава контузия, която го вади от състава на националния отбор за Мондиал 82. С основен принос за спечелването на титлата в Бразилия през 1985 г. като става водещ реализатор в шампионата. През 1986 г. отново печели титлата в Бразилия, като става голмайстор на шампионата отбелязвайки във финалната среща 3 гола в двете срещи срещу бившият си клуб Гуарани. Това е и най-добрият сезон за Карека в който печели нова титла със Сао Пауло и отново е най-резултатен голмайстор в шампионата на Бразилия. На световните финали в Мексико отбелязва пет гола в пет мача, за да завърши на второ място при голмайсторите, колкото имат още Емилио Бутрагеньо и Диего Марадона. Пред тях с гол повече е Гари Линекер.

### Наполи
След разочароващо представяне с националния отбор на турнира Копа Америка през 1987 г. Карека преминава в актуалния шампион на Италия Наполи, за да се превърне в една от „легендите“ на клуба. Там си партрира с един от най-добрите футболисти в света за всички времена Диего Марадона. През сезон 1988–89 печели с Наполи Купата на УЕФА, като отбелязва по един гол в двете финални срещи срещу отбора на Щутгарт. Същата година печели и титлата в Италия. През 1990 г. отбелязва два гола във финала за Суперкупата на Италия за крайното 5–1 над Ювентус.

### Кашива Рейсол
След още три сезона с Наполи Карека напусна през 1993 г., за да се присъедини към Кашива Рейсол. Носи екипа на отбора три години и е с основен принос за промоцията в японската Джей Лига през 1994 г.

### Край на кариерата
През 1997 г. се завръща в Бразилия и преминава в Сантош. Завършва кариерата си в отбори от долните дивизии през 1999 г.

## Успехи
Гуарани
- Шампион на Серия Б (1): 1981
- Шампион на Бразилия (1): 1978

 Сао Пауло
- Шампион на Бразилия (1): 1986
- Кампеонато Паулища (2): 1985, 1987

 Наполи
- Купа на УЕФА (1): 1988–89
- Шампион на Италия (1): 1989–90
- Суперкупа на Италия (1): 1990

 Бразилия
- Копа Америка
  - Вицешампион (1): 1983 [8]

Индивидуални
- Златна топка на Бразилия (1): 1986
- Идеален отбор (1): Мондиал 86